# Elma Muros
Elma Muros-Posadas (ur. 14 stycznia 1967 w Magdiwang) – filipińska lekkoatletka, sprinterka, płotkarka, wieloboistka i skoczkini w dal.

## Lata młodości
Jest szóstym z dziewięciorga dzieci farmerów. Jej matka, Alice, startowała w młodości w biegu na 400 m.

## Kariera
Profesjonalną karierę rozpoczęła w wieku 14 lat. 
W 1981 zadebiutowała na igrzyskach Azji Południowo-Wschodniej, stając się najmłodszym reprezentantem Filipin na tych zawodach. W skoku w dal zajęła 4. miejsce z wynikiem 5,64 m. Zdobyła wówczas także srebro w sztafecie 4 × 100 m. 
W 1983 ponownie wystartowała na igrzyskach Azji Południowo-Wschodniej. Wywalczyła na nich złoty medal w skoku w dal z wynikiem 6,06 m. W tym samym roku zdobyła srebrny medal na mistrzostwach Azji w skoku w dal z wynikiem 6,09 m.
W 1984 po raz pierwszy wystąpiła na igrzyskach olimpijskich, na których wzięła udział w skoku w dal. Odpadła w kwalifikacjach, zajmując 20. miejsce z wynikiem 5,64 m.
W 1985 po raz kolejny wzięła udział w igrzyskach Azji Południowo-Wschodniej i wywalczyła złoty medal w skoku w dal z wynikiem 6,11 m. W tym samym roku wystąpiła na światowych igrzyskach halowych w biegu na 60 m. Odpadła w eliminacjach, uzyskując czas 7,99 s, który dał jej 4. miejsce w biegu eliminacyjnym.
Miesiąc przed Igrzyskami Azji Południowo-Wschodniej 1987 Muros zaginęła. Ostatecznie nie wystartowała w imprezie z powodu kłótni z organizatorami.
W 1989 Muros ponownie wystąpiła na igrzyskach Azji Południowo-Wschodniej. Zdobyła na nich dwa złote medale – na 100 m ppł z czasem 13,98 s i w skoku w dal z wynikiem 6,52 m. Oba wyniki były rekordami zawodów. W tym samym roku została także srebrną medalistką mistrzostw kontynentu w skoku w dal z wynikiem 6,17 m. Wystartowała także na halowych mistrzostwach świata, na których odpadła w eliminacjach biegu na 60 m, zajmując ostatnie, 5. miejsce w swoim biegu eliminacyjnym z czasem 7,54 s oraz biegu na 200 m, plasując się na 5. pozycji w swoim biegu eliminacyjnym z czasem 25,05 s.
W 1990 wystartowała na igrzyskach azjatyckich, na których zdobyła brąz na 400 m ppł z czasem 59,47 s oraz zajęła 4. miejsce w skoku w dal z wynikiem 6,37 m.
W 1991 wystartowała na mistrzostwach świata w biegu na 400 m ppł, ale odpadła w eliminacjach, zajmując ostatnie, 7. miejsce w swoim biegu eliminacyjnym z czasem 59,90 s. W tym samym roku zdobyła dwa złote medale igrzysk Azji Południowo-Wschodniej w biegu na 100 m ppł z czasem 13,66 s i skoku w dal z wynikiem 6,30 m.
W 1993 wywalczyła dwa złote medale na igrzyskach Azji Południowo-Wschodniej w biegu na 400 m ppł z czasem 58,65 s i w skoku w dal z wynikiem 6,44 m. W tym samym roku zdobyła brąz mistrzostw Azji w skoku w dal z wynikiem 6,29 m. Wystąpiła także na mistrzostwach świata i halowych mistrzostwach świata. Na obu imprezach startowała w skoku w dal. Na MŚ uplasowała się na 28. pozycji w eliminacjach z wynikiem 5,99 m, a na HMŚ była 19. w eliminacjach z wynikiem 5,96 m.
W 1994 zajęła 3. miejsce w skoku w dal na igrzyskach azjatyckich z wynikiem 6,41 m.
W 1995 na igrzyskach Azji Południowo-Wschodniej wywalczyła trzy złote medale i jeden srebrny (w biegu na 100 m ppł). W skoku w dal osiągnęła 6,34 m, w biegu na 100 m uzyskała czas 11,81 s, dwukrotnie dłuższy dystans przebiegła w 24,00 s. W tym samym roku została brązową medalistką mistrzostw Azji w skoku w dal z wynikiem 6,37 m. Wzięła również udział w mistrzostwach świata i halowych mistrzostwach świata w skoku w dal. Na MŚ była 33. w kwalifikacjach z wynikiem 6,01 m, a na HMŚ uplasowała się na 17. pozycji z wynikiem 6,11 m.
W 1996 po raz drugi wystartowała na igrzyskach olimpijskich w skoku w dal. Odpadła w kwalifikacjach, zajmując 29. miejsce z wynikiem 6,04 m.
W 1997 zdobyła dwa złote medale na igrzyskach Azji Południowo-Wschodniej, triumfując w siedmioboju z 5269 pkt i skoku w dal z wynikiem 6,45 m. Dzięki zwycięstwu w skoku w dal stała się najstarszą triumfatorką tych igrzysk w tej konkurencji. W tym samym roku została mistrzynią kraju na 100 m ppł. Wystąpiła także na mistrzostwach świata i halowych mistrzostwach świata. Na MŚ wystartowała w biegu na 100 m. Odpadła w eliminacjach, plasując się na 6. pozycji w swoim biegu eliminacyjnym z czasem 12,19 s. Na HMŚ wzięła udział w biegu na 60 m i również odpadła w eliminacjach, zajmując 4. miejsce w swoim biegu eliminacyjnym z czasem 7,73 s.
W 1999 planowała zakończyć karierę, ale po igrzyskach Azji Południowo-Wschodniej postanowiła dalej startować. Na tych zawodach wywalczyła dwa złote medale: w skoku w dal z wynikiem 6,34 m i w siedmioboju z 5269 pkt.
W maju 2000 oznajmiła, że Igrzyska Azji Południowo-Wschodniej 2001 będą ostatnimi w jej karierze. Na zawodach tych zajęła 4. miejsce w skoku w dal, a także zdobyła złoto w siedmioboju z 5059 pkt.

## Po zakończeniu kariery
1 stycznia 2002 zakończyła karierę. Po zakończeniu kariery została trenerką, a następnie aktorką.

## Życie prywatne
Jej mężem jest Jojo Posadas, jej były trener. Para ma córkę Klarissę (ur. 1993).

## Rekordy życiowe
Na podstawie

### Konkurencje na powietrzu
- Bieg na 100 metrów – 12,19 s ( Ateny, 2 sierpnia 1997)
- Bieg na 100 metrów przez płotki – 13,66 s ( Manila, 30 listopada 1991)
- Bieg na 400 metrów przez płotki – 57,57 s ( Singapur, 4 sierpnia 1991) – rekord kraju[33]
- Skok w dal – 6,56 m ( Pangasinan, 17 maja 1997)
- Siedmiobój lekkoatletyczny – 5346 pkt. ( Bangkok, 14 grudnia 1998) – rekord kraju[34]

Muros jest także rekordzistką Filipin w sztafecie 4 × 400 metrów (3:40,9 w 1993)

### Konkurencje halowe
- Bieg na 60 metrów – 7,54 s ( Budapeszt, 3 marca 1989)
- Bieg na 200 metrów – 25,05 s ( Budapeszt, 4 marca 1989) – rekord kraju[36]
- Skok w dal – 6,11 m ( Barcelona, 11 marca 1995 - rekord kraju[36]